# Frank Oz
Frank Oz (narozený jako Frank Richard Oznowicz 25. května 1944) je americký loutkoherec, režisér a herec. Na začátku své kariéry začínal jako loutkoherec v seriálu The Muppet Show. Zahrál si např. ve snímcích Blues Brothers, Americký vlkodlak v Londýně, Špioni jako my či Příšerky s.r.o. Dále namluvil hlas mistra Yody ve filmové sérii Star Wars. Jako režisér natočil například filmy Malý krámek hrůz, A co Bob?, Trhák pana Bowfingera, Kdo s koho, Horší než smrt či Stepfordské paničky.